# Лондонский мост
Лондонский мост (англ. London Bridge) — мост в Лондоне, связывающий лондонские районы Сити и Саутуарк, разделённые рекой Темзой. В течение истории Лондона на этом месте сменилось несколько мостов под тем же названием: ряд деревянных мостов, начиная с римских времён, каменный мост, построенный в XII веке и простоявший более 600 лет, и ещё один каменный арочный мост XIX века. Современный мост — железобетонный балочный с прогонами коробчатого сечения — был открыт для движения транспорта в 1973 году; он находится на 30 метров выше по течению, чем мосты прошлых веков. 
На Лондонском мосте заканчивается западная часть Лондонского Пула. Через мост проходит автомагистраль A3, выходящая из Лондона и уходящая к Портсмуту. Выезды на старый мост отмечают старинные церкви — Саутваркский собор на южном берегу и церковь святого Магнуса-мученика на северном. До строительства моста Патни в 1729 году Лондонский мост был единственным мостом, связывающим две части города; другой ближайший мост находился в городе Кингстон-апон-Темс выше по реке. Лондонский мост увековечен во многих произведениях художественного искусства и фольклора, в том числе в детской песенке London Bridge Is Falling Down («Лондонский мост падает»).

## История
Мост построен на месте, где (возможно, с римских времён), сменяя друг друга, возводились мосты под одним общим названием — Лондонский мост. Наиболее известный из них был закончен постройкой в 1209 году и простоял около 600 лет. 
Современный мост построен на месте своего предшественника, открытого в 1831 году.
Современный мост спроектирован в 1967 году инженером Гарольдом Н. Кингом, открыт при участии королевы Елизаветы II 16 марта 1973 года. Мост соседствует с Тауэрским мостом на западе и железнодорожным мостом Кенон-стрит на востоке.

## Конструкция
Конструкция Лондонского моста схожа с конструкцией моста Ватерлоо, но имеет только две опоры вместо 4.

## Комментарии
1. ↑  Старый гранитный мост, построенный по проекту инженера-архитектора Джона Ренни, был разобран и продан за 1 025 000 фунтов стерлингов. Сейчас он стоит в городе Лейк-Хавасу-Сити, штат Аризона, США, и соединяет берега искусственного канала[≡].